# Fred Denger

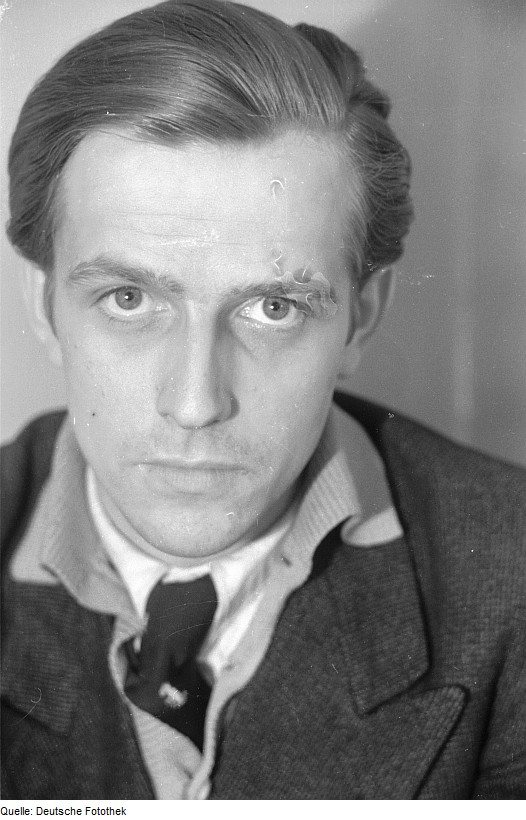
Fred Denger (1946)

Fred Denger, eigentlich Alfred Denger, (* 12. Juni 1920 in Darmstadt; † 30. Oktober 1983 in Hohegeiß) war ein deutscher Schriftsteller und Drehbuchautor.

## Leben und Werk
Denger war nach dem Abitur zunächst Schauspieler und Kabarettist. Im Zweiten Weltkrieg war Fred Denger Mitglied der Widerstandsgruppe Onkel Emil.
Nach dem Krieg wurde er Schriftsteller. Mit dem Theaterstück Wir heißen euch hoffen, einer typischen Trümmerliteratur, machte Denger erstmals auf sich aufmerksam. Das Stück wurde durch Gustav von Wangenheim 1946 am Deutschen Theater in Berlin uraufgeführt.
Sein Schauspiel Langusten (1957) – ein Ein-Personen-Stück – gilt als Klassiker des Volkstheaters; berühmte Schauspielerinnen wie Tilla Durieux oder Annie Rosar waren in ihm zu sehen. Mundartliche Bearbeitungen durch andere Autoren folgten.
Von Denger stammen 13 Romane, darunter Tuch in fremden Betten (1950) und Der gottverdammte Jahrgang (1951) sowie zahlreiche Kurzgeschichten, Reiseberichte und Gerichtsreportagen, die er meist unter Pseudonym veröffentlichte. Besonders erfolgreich wurde das 1982 erschienene Buch Der große Boss, Dengers freie Bearbeitung des Alten Testaments der Bibel. Den Erfolg des Buches erlebte er nicht mehr, weil er 1983 nach einem Unfall verstarb.
Denger schrieb zahlreiche Drehbücher zu erfolgreichen deutschen Kinoproduktionen, so zu einigen deutschen Karl-May- und Edgar-Wallace-Filmen. Neben seiner schriftstellerischen Tätigkeit betätigte sich der Berliner Autor in verschiedenen Abschnitten seines Lebens als Tierpfleger, Bänkelsänger, Zirkusakrobat und Theaterleiter. In den siebziger Jahren zog Denger in den Landkreis Lüchow-Dannenberg und engagierte sich in der Bürgerinitiative Umweltschutz Lüchow-Dannenberg gegen die Atommüllanlagen in Gorleben und Dragahn.
Über sein Privatleben ist erwähnenswert, dass Fred Denger zwölfmal verheiratet war. Im Harzer Hotel eines Freundes, wo er sich nach der Frankfurter Buchmesse einquartiert hatte, um an Der Juniorchef, seiner Version des Evangeliums, zu schreiben, stürzte Denger am 30. Oktober 1983 angetrunken eine Treppe hinab und verletzte sich dabei tödlich.
Er wurde auf dem Friedhof in Hohegeiß bestattet. Das Grab ist nicht erhalten.

## Filmografie
- 1960: Langusten (TV)
- 1961: Auf Wiedersehen
- 1963–1965: Interpol (greift ein!) (Filmreihe)
  - Der Trick mit dem Schlüssel
  - Die Dame mit dem Spitzentuch
  - Geld, Geld, Geld – 2 Milliarden gegen die Bank von England
  - Geld kennt keine Grenzen
- 1965: Onkel Toms Hütte
- 1965: Der Ölprinz
- 1965: Old Surehand 1. Teil
- 1965: Der unheimliche Mönch
- 1965: Der Kongreß amüsiert sich
- 1966: Um null Uhr schnappt die Falle zu
- 1966: Winnetou und das Halbblut Apanatschi
- 1967: Die blaue Hand
- 1970: Siegfried und das sagenhafte Liebesleben der Nibelungen
- 1971: Das ehrliche Interview
- 1971: Ehemänner-Report
- 1971: Fluchtweg St. Pauli – Großalarm für die Davidswache
- 1973: Der Ostfriesen-Report – O mei, haben die Ostfriesen Riesen
- 1973: Matratzen-Tango
- 1973: Hexen – geschändet und zu Tode gequält
- 1973: Sex-Träume-Report
- 1976: Die Hinrichtung

## Werke
- 1946: Wir heissen euch hoffen: Ein Hörspiel um die heutige Jugend. Ein Hörspiel für Süddeutscher Rundfunk.
- 1946: Hunger?: Hunger! Tragödie in 3 Akten.
- 1946: Die Pest. Schauspiel in 3 Akten.
- 1948: Bikini.
- 1949: Der Zuchthauspfarrer von Tegel: Ein Helfer aller Verfolgten.
- 1950: Tuch in fremden Betten.
- 1951: Der gottverdammte Jahrgang: Roman einer enterbten Jugend.
- 1952: Drachensteigen gegen den Wind: Schauspiel in 5 Akten.
- 1955: Ultimo.
- 1955: Langusten. Schauspiel für eine Person.
- 1963: Kabale 62: Der große Schicksalsroman der Gegenwart.
- 1975: Der große Boß oder Die Geheimschrift der Vollbärte: das Alte Testament frechfrommfröhlich und sehr frei dechiffriert.
- 1982: Zwölf Ehen sind kein Pappenstiel.
- 1982: Der Komet oder ein bezaubernder Weltuntergang: Lustspiel in 3 Akten.
- 1982: Das Haus oder kein Abriß unter dieser Nummer: ein Drama in 5 Akten.
- 1982: Wes das Herz voll ist ...: Verse zum Singen und Lesen.